# نیو هالند (داکوتای جنوبی)
نیو هالند(به انگلیسی: New Holland) شهری در ایالت داکوتای جنوبی کشور ایالات متحده آمریکا است که جمعیت آن در سرشماری سال ۲۰۱۰ میلادی، ۷۶ نفر بوده‌است.